# Kirche von Little Maplestead

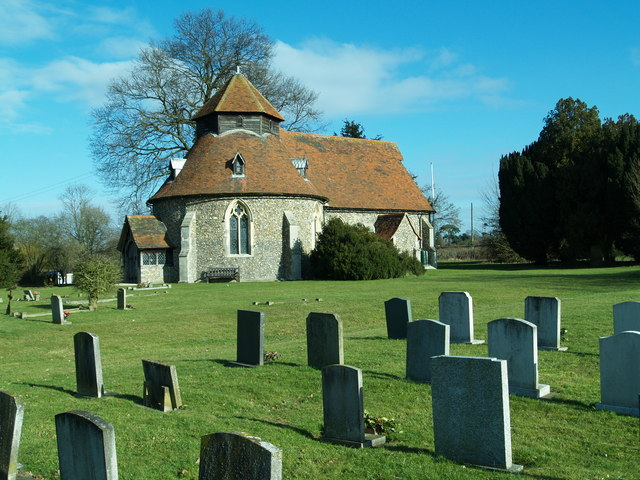
Außenansicht

Die Kirche von Little Maplestead, Little Maplestead Church, ist eine Johannes dem Täufer geweihte Kirche in Essex und stammt aus der Mitte des 14. Jahrhunderts.

## Geschichte
Die Kirche wurde um 1340 für den Malteserorden erbaut. Ein weitgehender Neuaufbau erfolgte 1849–1855. Die südlich gelegene Sakristei und die westliche Vorhalle stammen aus dem späten 19. Jahrhundert. Obwohl sie dabei praktisch neu gebaut wurde, ist die Kirche wegen ihres Grundrisses von Interesse. Es handelt sich hier um eine der fünf erhaltenen Kirchen Englands mit einem kreisrunden Kirchenschiff.

## Beschreibung
Das Baumaterial ist Feldstein mit Kalkverbänden, das Dach ist mit einfachen roten Dachziegeln gedeckt. Der halbrunde Chor zeigt Spuren eines vermauerten östlichen Fensters, es gibt keinen Chorbogen. In den nördlichen und südlichen Chorwänden finden sich zwei geteilte Buntglasfenster des 19. Jahrhunderts. Aus derselben Zeit stammt der zweiflügelige Durchgang zur südlich gelegenen Sakristei. In der Nordwand sind zwischen den Fenstern Spuren einer vermauerten Tür zu erkennen. Das runde Kirchenschiff enthält einen Arkadengang mit sechs Laubenbögen, die beiden mittleren Arkaden sind leicht wellig geformt. Die Säulen zeigen jeweils drei Kehlungen, die durch V-förmige Vorsprünge abgeteilt sind. Kapitelle und Basen stammen aus dem 19. Jahrhundert, insgesamt sind die Säulen stark überarbeitet. Aus jedem Pfeiler entspringt ein Dopplgratbogen, der den Durchgang überspannt und an der Außenwand auf blattwerkartigen Kragsteinen aufliegt.
Die Außenwand weist vier Fenster aus dem 19. Jahrhundert auf, die länger, aber ansonsten passend zu denen des Chores sind. Die westliche Tür stammt möglicherweise aus dem 14. Jahrhundert und wurde im 19. Jahrhundert wiederhergestellt. Ihre westlichen Türfüllungen enthalten vierblättrige geschnitzte Blumen. Das Schild zeigt aufrechte und umgekehrte Dreiecke, die jeweils mit geschnitzten Kleeblättern versehen sind. Die Wände der Arkaden tragen eine Glocke des 19. Jahrhunderts unter einem pyramidenförmigen Dach. Kleine Schallschlitze befinden sich am wettergeschützten Glockenturm, der einen eisernen Wetterhahn als Spitze trägt. Ebenfalls aus dem 19. Jahrhundert stammt die umfriedete westliche Vorhalle mit vier Fenstern nach Norden und Süden, einem Bruchstein-Sockel und verkleideter Vorderfront. Die senkrecht verriegelbaren Doppeltüren mit Inschrift stammen wahrscheinlich aus dem 11. Jahrhundert.